# Kostolné
Kostolné es un municipio del distrito de Myjava en la región de Trenčín, Eslovaquia, con una población estimada a final del año 2024 de 621 habitantes.
Se encuentra ubicado al oeste de la región, cerca del río Myjava (afluente del río Morava, cuenca hidrográfica del Danubio) y de la frontera con la región de Trnava y la República Checa.

## Demografía
| Año        | 1994 | 2004     | 2014    | 2024    |
| ---------- | ---- | -------- | ------- | ------- |
| Población  | 718  | 640      | 601     | 621     |
| Diferencia |      | −10,86 % | −6,09 % | +3,32 % |

| Año        | 2023 | 2024    |
| ---------- | ---- | ------- |
| Población  | 627  | 621     |
| Diferencia |      | −0,95 % |